# Герб Нурлатского района
Герб Нурла́тского муниципального района Республики Татарстан Российской Федерации.
Герб утверждён Решением № 57 Совета Нурлатского муниципального района 15 июля 2006 года.
Герб внесён в Государственный геральдический регистр Российской Федерации под регистрационном номером 2153 и в Государственный геральдический реестр Республики Татарстан под № 30.

## Описание герба
«В пересечённом зеленью и червленью поле — золотое сияющее солнце (без изображения лица), диск которого окаймлён вверху зеленью, а внизу червленью, и поверх всего — скачущий серебряный конь, в оконечности две золотые головки колосьев, сложенными стеблями накрест».

## Символика герба
Герб Нурлатского района отражает исторические, культурные и экономические особенности района.
Символика главной фигуры герба — скачущего коня на фоне сияющего солнца многозначна. По одной из версий название города Нурлат переводится с татарского языка как «лучезарный конь». Таким образом, герб района является гласным.
Конный спорт и коневодство являются приоритетными направлениями социально-экономического развития района. Нурлатские скакуны и наездники широко известны не только в Татарстане и в России, но и за рубежом. Конезавод является одним из крупнейших предприятий в России по разведению лошадей английской верховой породы.
Колосья в красном поле показывают, что Нурлатский район в основе своей является сельскохозяйственным районом.
Золото — символ урожая, богатства, стабильности, уважения, интеллекта.
Красный цвет — символ труда, силы, мужества, красоты.
Серебро — символ чистоты, совершенства, мира и взаимопонимания.
Зелёный цвет — символ природы, здоровья, жизненного роста.

## История герба
Первый вариант герба города Нурлат и Нурлатского района был утверждён 24 января 1998 года. Герб имел следующее описание: «Щит рассечён надвое пониженным узким серебряным поясом. В верхней, зелёной части щита половина выходящего из пояса солнца, испускающего золотые лучи, обременённого бегущей серебряной лошадью. В нижней червлёной части щита два золотых колоса с перекрещёнными стеблями. В червлёной голове щита серебряное название города».
10 декабря 2005 года был утверждён новый вариант герба Нурлатского района, рисунок которого повторял вариант герба 1998 года, но имел некоторые изменения: из герба было исключено название города, серебряный пояс стал шире. Изменилось и описание герба: «В зелёном поле с широкой червлёной оконечностью, обременённой двумя золотыми головками колосьев, сложенными стеблями накрест, и завершённой серебром, выходящее сияющее золотое солнце (без изображения лица), диск которого окаймлён зеленью, и поверх него — скачущий серебряный конь».
15 июля 2006 года был утверждён ныне действующий герб Нурлатского района.
Идея герба: Фатих Сибагатуллин (Нурлат),
Доработка герба произведена Геральдическим советом при Президенте Республики Татарстан совместно с Союзом геральдистов России в составе:
Рамиль Хайрутдинов (Казань), Радик Салихов (Казань), Ильнур Миннуллин (Казань) Константин Мочёнов (Химки), Кирилл Переходенко (Конаково), Галина Русанова (Москва).